# Grieks-Katholieke kerk van de Ontslapenis van de Heilige Maagd Maria
De Grieks-Katholieke kerk van de Ontslapenis van de Heilige Maagd Maria (Pools: Cerkiew Zaśnięcia Najświętszej Marii Panny w Warszawie, Oekraïens: Церква Успення Пресвятої Богородиці) is de enige Oekraïense Grieks-Katholieke kerk van Warschau. De kerk is bouwkundig verbonden met het klooster van de Basilianen en is een beschermd architectonisch monument.

## Geschiedenis
Deze neoclassicistische achthoekige kerk is in 1782 met financiële ondersteuning van aartsbisschop Jason Smogorzewski gesticht en werd naar het ontwerp van architect Domenico Merlini in 1784 voltooid. De kerkinwijding vond op 25 augustus 1784 plaats.
Na de Poolse Delingen is de kerk op last van het Russische bewind in 1872 gesloten en in 1875 aangepast tot Russisch-Orthodoxe Kerk. In 1932 werd de kerk weer een parochiekerk van de Poolse Grieks-christelijke gemeente.
De kerk is tijdens de Opstand van Warschau in 1944 volledig afgebrand, waarna het bouwwerk tussen 1946-1953 naar het ontwerp van Jan Grudziński is herbouwd. De altaars zijn voorzien van schilderijen van Franciszek Smuglewicz.
Paus Johannes Paulus II heeft de kerk op 14 juni 1987 om politieke redenen onaangekondigd bezocht. Zijn tweede bezoek vond op 11 juni 1999 plaats.
De kerk geniet de status van 'Cokathedraal' in de Aartseparchie Przemyśl-Warschau.

## Galerij

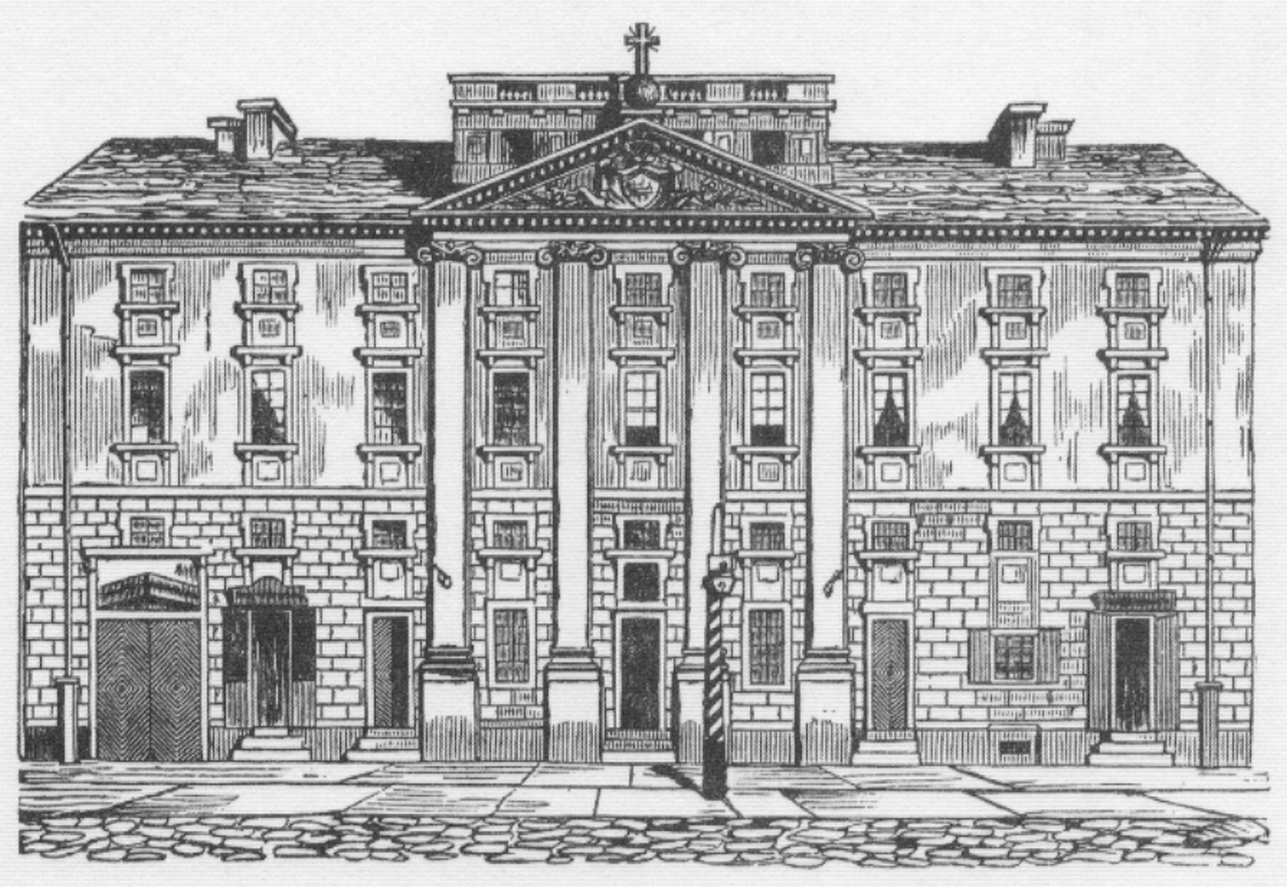
Houtsnede van Michał Starkman. ca. 1855
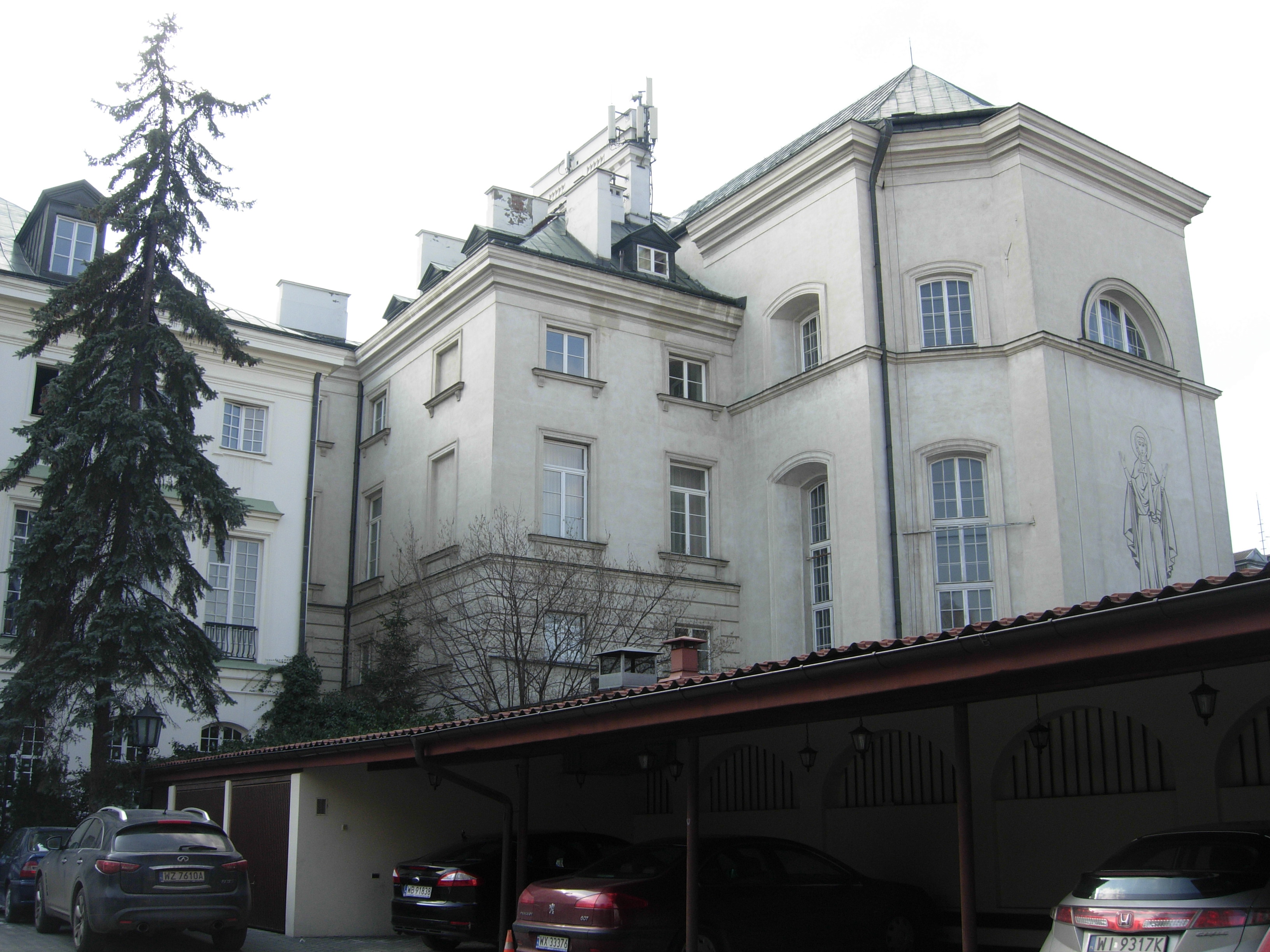
Achterzijde
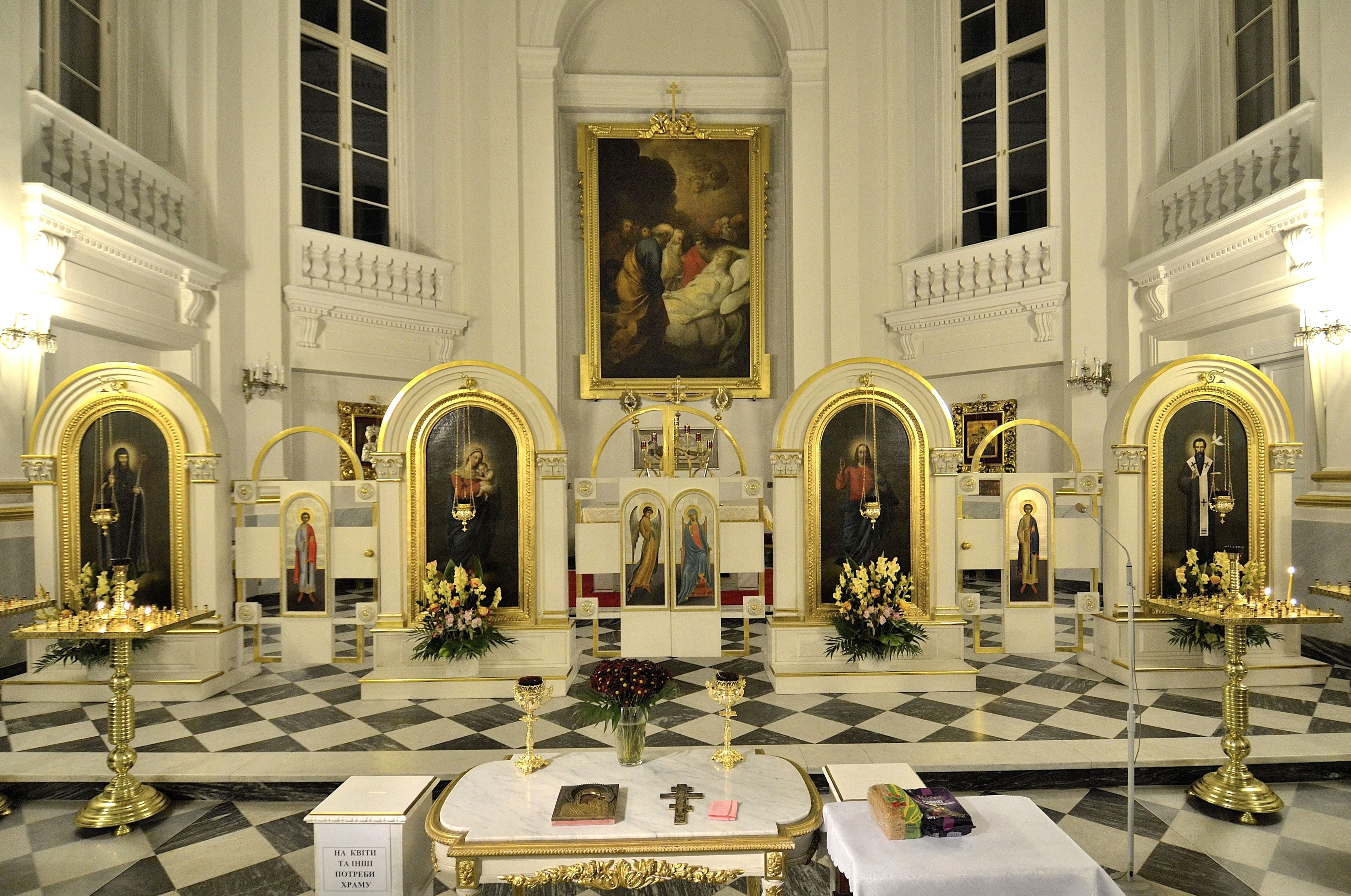
Interieur